# Pedro Hurtado de Mendoza
Pedro Hurtado de Mendoza nacido como Pedro de la Puente Hurtado de Mendoza e Irala (Asunción de la gobernación del Río de la Plata y del Paraguay, Virreinato del Perú, 1564 – Buenos Aires, gobernación del Río de la Plata, 1648) fue asignado como gobernador interino del Paraguay desde 1618 hasta 1621. Era nieto materno del gobernador Domingo Martínez de Irala.

## Biografía
Pedro Hurtado de Mendoza había nacido en el año 1564 en la ciudad de Asunción, capital de la gobernación del Río de la Plata y del Paraguay que formaba parte como una entidad autónoma dentro del Virreinato del Perú.
Era hijo del capitán Pedro de la Puente Hurtado (Señorío de Vizcaya, Corona de España, 1527-f. 1599) y de su esposa mestiza Isabel de Irala (n. Asunción, ca. 1544), y por lo tanto, nieto del gobernador Domingo Martínez de Irala (1509-1556) y de Águeda (n. ca. 1524), su concubina guaraní.
Siendo alférez real pasó a ocupar el cargo alcalde de Asunción, y posteriormente fue asignado por el último gobernador rioplatense-paraguayo Hernando Arias de Saavedra, como gobernador interino del Paraguay desde el 18 de mayo de 1618, cargo que Hurtado de Mendoza ejercería hasta la llegada de España del gobernador titular Manuel de Frías, el 21 de octubre de 1621.

## Matrimonio y descendencia
El capitán Pedro Hurtado de Mendoza se había unido en matrimonio en 1588 con María Ortiz de Ribera (n. ca. 1568), cuyo padre era Hernando de Ribera (n. ca. 1538), y con quien tuviera al menos una hija:
- Francisca Hurtado de Mendoza[1] (n. ca. 1590) que se casó en Buenos Aires el 19 de abril de 1614 con el escribano Jerónimo de Medrano (n. ca. 1584) y con quien tuvo por lo menos una hija llamada Leocadia Hurtado de Mendoza (n. Buenos Aires, ca. 1621).[1]